# タイ・プレミアリーグ1996-97
タイ・プレミアリーグ1996-97は、1996年にタイサッカー協会によって創設されたタイ・プレミアリーグの1シーズン目である。1995年まで開催されていたコー・ロイヤルカップに代わり、タイ王国のクラブサッカーの最高レベルの大会になった。スポンサーであるジョニー・ウォーカーの名を冠し、大会名はジョニー・ウォーカー・タイランド・サッカーリーグ（タイ語: จอห์นนี วอล์กเกอร์ ไทยแลนด์ ซอกเกอร์ ลีก, 英語: Johnnie Walker Thailand Soccer League）。

## 概要
1996-97年シーズンの所属チームは、コー・ロイヤルカップに参戦していたチームの中から選ばれた18チームで構成された。
レギュラーシーズン3位のバンコク・バンクが、上位4チームで争われたチャンピオンシップ・プレーオフを勝ち抜き、プレミアリーグ初代チャンピオンになった。
バンコク・バンクはアジアクラブ選手権1997-98、シンハーFAカップ1996で優勝したロイヤル・タイ・エアフォースはアジアカップウィナーズカップ1997-98の出場権を獲得した。クルン・タイ・バンク、オーソットサパーFC、タイ・タバコ・モノポリーFCなど下位6チームが1997年に創設されるタイ・ディヴィジョン1リーグへ降格する。1996-97年シーズンのアジアクラブ選手権1996-97には、昨年のコー・ロイヤルカップ1995で優勝したタイ・ファーマーズ・バンクが出場した。
TOTのAmporn Amparnsuwanが21得点で得点王を獲得し、年間最優秀選手に選出された。同最優秀監督にはバンコク・バンクのヴィタヤ・ラオハクルが選出された。

## 所属チーム（1996-97年）
- オーソットサパー
- クルン・タイ・バンク
- シンタナ
- ストック・エクスチェンジ・オブ・タイランド
- Singha-Thamrongthai
- シンハー・テロ・サーサナ
- タイ・タバコ・モノポリー
- タイ・ファーマーズ・バンク
- TOT
- バンコク・バンク
- バンコク・バンク・オブ・コマース (Bangkok Bank of Commerce)
- ポート・オーソリティ・オブ・タイランド
- Rajvithi-Agfatech
- ロイヤル・タイ・アーミー
- ロイヤル・タイ・エアフォース
- ロイヤル・タイ・ネイビー
- ロイヤル・タイ・ポリス
- UCOMラパチャ

## 順位表
| 順位 | チーム                                     | 試 | 勝 | 分 | 敗 | 得 | 失  | 差  | 勝点 | 備考                                 |
| ---- | ------------------------------------------ | -- | -- | -- | -- | -- | --- | --- | ---- | ------------------------------------ |
| 1    | タイ・ファーマーズ・バンク                 | 34 | 18 | 10 | 6  | 56 | 25  | +31 | 64   | チャンピオンシップ・プレーオフ進出   |
| 2    | TOT                                        | 34 | 17 | 11 | 6  | 61 | 35  | +26 | 62   | チャンピオンシップ・プレーオフ進出   |
| 3    | バンコク・バンク                           | 34 | 17 | 11 | 6  | 54 | 34  | +20 | 62   | チャンピオンシップ・プレーオフ進出   |
| 4    | ストック・エクスチェンジ・オブ・タイランド | 34 | 17 | 9  | 8  | 59 | 31  | +28 | 60   | チャンピオンシップ・プレーオフ進出   |
| 5    | UCOMラパチャ                               | 34 | 16 | 12 | 6  | 62 | 36  | +26 | 60   |                                      |
| 6    | シンタナ                                   | 34 | 17 | 6  | 11 | 45 | 45  | 0   | 57   |                                      |
| 7    | ロイヤル・タイ・エアフォース               | 34 | 14 | 12 | 8  | 60 | 50  | +10 | 54   | アジアカップウィナーズカップ1997-981 |
| 8    | ロイヤル・タイ・アーミー                   | 34 | 14 | 12 | 8  | 60 | 50  | +10 | 54   |                                      |
| 9    | ロイヤル・タイ・ネイビー                   | 34 | 13 | 12 | 9  | 44 | 29  | +15 | 51   |                                      |
| 10   | ロイヤル・タイ・ポリス                     | 34 | 13 | 11 | 10 | 53 | 39  | +14 | 50   |                                      |
| 11   | ポート・オーソリティ・オブ・タイランド     | 34 | 9  | 14 | 11 | 44 | 39  | +5  | 41   |                                      |
| 12   | シンハー・テロ・サーサナ                   | 34 | 9  | 14 | 11 | 37 | 44  | -7  | 41   |                                      |
| 13   | タイ・タバコ・モノポリー                   | 34 | 7  | 14 | 13 | 37 | 44  | -7  | 35   | ディヴィジョン1リーグ降格            |
| 14   | オーソットサパー                           | 34 | 8  | 10 | 16 | 41 | 73  | -32 | 34   | ディヴィジョン1リーグ降格            |
| 15   | バンコク・バンク・オブ・コマース           | 34 | 7  | 11 | 16 | 34 | 47  | -13 | 32   | ディヴィジョン1リーグ降格            |
| 16   | Rajvithi-Agfatech                          | 34 | 8  | 8  | 18 | 43 | 71  | -28 | 32   | ディヴィジョン1リーグ降格            |
| 17   | クルン・タイ・バンク                       | 34 | 5  | 9  | 20 | 32 | 54  | -22 | 24   | ディヴィジョン1リーグ降格            |
| 18   | Singha-Thamrongthai                        | 34 | 1  | 6  | 27 | 26 | 111 | -85 | 9    | ディヴィジョン1リーグ降格            |

1 シンハーFAカップ1996優勝。
- Thailand 1996/97 - RSSSF (Rec.Sport.Soccer Statistics Foundation)

## チャンピオンシップ・プレーオフ

### 準決勝
準決勝の2試合は、1997年2月23日に実施された。
| チーム1                                    | 結果  | チーム2                    |
| ------------------------------------------ | ----- | -------------------------- |
| ストック・エクスチェンジ・オブ・タイランド | 2 - 0 | タイ・ファーマーズ・バンク |
| バンコク・バンク                           | 3 - 2 | TOT                        |

### 決勝
決勝戦は、1997年3月16日に実施された。
| チーム1           | 結果  | チーム2                                    |
| ----------------- | ----- | ------------------------------------------ |
| バンコク・バンク1 | 2 - 0 | ストック・エクスチェンジ・オブ・タイランド |

1 バンコク・バンクは、アジアクラブ選手権1997-98の出場権を獲得。

## 表彰
- 得点王 :  アムポーン・アムパンスワン （TOT）
- 年間最優秀選手賞 :  アムポーン・アムパンスワン （TOT）
- 年間最優秀監督賞 :  ヴィタヤ・ラオハクル （バンコク・バンク）